# 51.º Regimiento Antiaéreo (o)
El 51° Regimiento Antiaéreo (o) (Flak-Regiment. 51 (o)) fue una unidad de la Luftwaffe durante la Segunda Guerra Mundial.

## Historia
Fue formado el 26 de agosto de 1939 en Stettin.

## Comandantes
- Teniente coronel Dipl.Kfm. Fritz Krause – (9 de abril de 1940 – 20 de junio de 1940)
- Teniente coronel Kurt Löhr – (20 de junio de 1940 – junio de 1941)
- Coronel Alfred Krempe – (julio de 1941 – diciembre de 1942)
- Teniente coronel Friedrich-Wilhelm von Glasow – (diciembre de 1942 – enero de 1943)
- Coronel Alfred Krempe – enero de 1943 – 1 de septiembre de 1943)
- Teniente coronel Paul Köster – (1 de septiembre de 1943 – 7 de enero de 1944)
- Coronel Max Dau – (8 de enero de 1944 – mayo de 1945)

## Servicios
- 1939 – 1941: en Stettin como Grupo Antiaéreo Stettin.
- 1 de noviembre de 1943: en Hamburg-Nord como Grupo Antiaéreo Hamburg-Nord, bajo la 3° División Antiaérea, con la 1° Escuadra, 4° Escuadra/267° Regimiento Pesado Antiaéreo (o), 1.-5./613° Regimiento Pesado Antiaéreo (o), 1.-3./225° Regimiento Pesado Antiaéreo (o), 1.-2./414° Regimiento Pesado Antiaéreo (o), 5912° Batería Pesada z.b.V. (o), 5923° Batería Pesada z.b.V. (o), 1° Escuadra, 2° Escuadra/876° Regimiento Ligero Antiaéreo (o), 6901° Batería.Ligera z.b.V. (o), 6905° Batería Ligeria z.b.V. (o), 6910° Batería Ligera z.b.V. (o), 6934° Batería Ligera z.b.V. (o), 6935° Batería Ligera z.b.V. (o), 6938° Batería Ligera z.b.V. (o), 6939° Batería Ligera z.b.V. (o), Lsp. 1.-4./201 (o), Ausw.Zug 51 (mot.) y Ausw.Zug 266 (o).
- 1 de enero de 1944: en Hamburg-Nord como Grupo Antiaéreo Hamburg-Nord, bajo la 3° División Antiaérea, con 225° Regimeinto Pesado Antiaéreo (o), 267° Regimiento Pesado Antiaéreo (o), 613° Regimiento Pesado Antiaéreo (o), 1° Escuadra, 2° Escuadra/414° Regimiento Pesado Antiaéreo (T), 1° Escuadra/876° Regimiento Ligero Antiaéreo (o), Lsp.201 (o), 6901° Batería Ligera Antiaérea z.b.V. y 6938° Batería Ligera Antiaérea z.b.V.
- 1 de febrero de 1944: en Hamburg-Nord como Grupo Antiaéreo Hamburg-Nord, bajo la 3° División Antiaérea, con 225° Regimeinto Pesado Antiaéreo (o), 267° Regimiento Pesado Antiaéreo (o), 613° Regimiento Pesado Antiaéreo (o), 1° Escuadra, 2° Escuadra/414° Regimiento Pesado Antiaéreo (o), 1° Escuadra/876° Regimiento Ligero Antiaéreo (o), Lsp.201 (o).
- 1 de marzo de 1944: en Hamburg-Nord como Grupo Antiaéreo Hamburg-Nord, bajo la 3° División Antiaérea, con 1° Escuadra, 2° Escuadra/414° Regimiento Pesado Antiaéreo (o), 225° Regimeinto Pesado Antiaéreo (o), 267° Regimiento Pesado Antiaéreo (o), 613° Regimiento Pesado Antiaéreo (o), 1° Escuadra/876° Regimiento Ligero Antiaéreo (o), Lsp.201 (o), 6901° Batería Ligera Antiaérea z.b.V. y 6938° Batería Ligera Antiaérea z.b.V.
- 1 de abril de 1944: en Hamburg-Nord como Grupo Antiaéreo Hamburg-Nord, bajo la 3° División Antiaérea, con 1° Escuadra, 2° Escuadra/414° Regimiento Pesado Antiaéreo (o), 225° Regimeinto Pesado Antiaéreo (o), 267° Regimiento Pesado Antiaéreo (o), 613° Regimiento Pesado Antiaéreo (o), 2° Escuadra, 3° Escuadra/277° Regimiento Pesado Antiaéreo (E), 2° Escuadra/876° Regimiento Ligero Antiaéreo (o), Lsp.201 (o), 6938° Batería Ligera Antiaérea z.b.V., XI./16° Batería Ligera de Alarma Antiaérea, XI./24° Batería Ligera de Alarma Antiaérea, XI./40° Batería Ligera de Alarma Antiaérea, XI./20° Batería Ligera de Alarma Antiaérea, XI./103° Batería Ligera de Alarma Antiaérea y XI./10° Batería Ligera de Campo Antiaérea, XI./26° Batería Ligera de Campo Antiaérea.
- 1 de mayo de 1944: en Hamburg-Nord como Grupo Antiaéreo Hamburg-Nord, bajo la 3° División Antiaérea, con 1° Escuadra, 2° Escuadra/414° Regimiento Pesado Antiaéreo (o), 225° Regimeinto Pesado Antiaéreo (o), 267° Regimiento Pesado Antiaéreo (o), 613° Regimiento Pesado Antiaéreo (o), 2° Escuadra, 7° Escuadra/876° Regimiento Ligero Antiaéreo (o), 6938° Batería Ligera Antiaérea z.b.V., 6901° Batería Ligera Antiaérea z.b.V., XI./16° Batería Ligera de Alarma Antiaérea, XI./20° Batería Ligera de Alarma Antiaérea, XI./23° Batería Ligera de Alarma Antiaérea, XI./24° Batería Ligera de Alarma Antiaérea, XI./40° Batería Ligera de Alarma Antiaérea, XI./103° Batería Ligera de Alarma Antiaérea y XI./10° Batería Ligera de Campo Antiaérea, XI./26° Batería Ligera de Campo Antiaérea.
- 1 de junio de 1944: en Hamburg-Nord como Grupo Antiaéreo Hamburg-Nord, bajo la 3° División Antiaérea, con la 5° Escuadra/602° Regimiento Pesado Antiaéreo (o), 1° Escuadra/144° Regimiento Pesado Antiaéreo (E), 1° Escuadra, 2° Escuadra/414° Regimiento Pesado Antiaéreo (o), 3° Escuadra/225° Regimeinto Pesado Antiaéreo (o), 1° Escuadra, 5° Escuadra/267° Regimiento Pesado Antiaéreo (o), 1° Escuadra, 3° Escuadra/613° Regimiento Pesado Antiaéreo (o), 1° Escuadra, 2° Escuadra, 7° Escuadra/876° Regimiento Ligero Antiaéreo (o), 6938° Batería Ligera Antiaérea z.b.V., 6901° Batería Ligera Antiaérea z.b.V., XI./16° Batería Ligera de Alarma Antiaérea, XI./24° Batería Ligera de Alarma Antiaérea, XI./40° Batería Ligera de Alarma Antiaérea, XI./23° Batería Ligera de Alarma Antiaérea, XI./103° Batería Ligera de Alarma Antiaérea y XI./10° Batería Ligera de Campo Antiaérea, XI./26° Batería Ligera de Campo Antiaérea.
- 1 de julio de 1944: en Hamburg-Nord como Grupo Antiaéreo Hamburg-Nord, bajo la 3° División Antiaérea, con la 4° Escuadra, 5° Escuadra/647° Regimiento Pesado Antiaéreo (o), 5° Escuadra/602° Regimiento Pesado Antiaéreo (o), 144° Regimiento Pesado Antiaéreo (E), 1° Escuadra, 2° Escuadra/414° Regimiento Pesado Antiaéreo (o), 3° Escuadra/225° Regimeinto Pesado Antiaéreo (o), 1° Escuadra, 5° Escuadra/267° Regimiento Pesado Antiaéreo (o), 1° Escuadra, 3° Escuadra/613° Regimiento Pesado Antiaéreo (o), 1° Escuadra, 2° Escuadra, 7° Escuadra/876° Regimiento Ligero Antiaéreo (o), 6938° Batería Ligera Antiaérea z.b.V., 6901° Batería Ligera Antiaérea z.b.V., 16./XI Batería Ligera de Alarma Antiaérea, 20./XI Batería Ligera de Alarma Antiaérea, 23./XI Batería Ligera de Alarma Antiaérea, 24./XI Batería Ligera de Alarma Antiaérea, 40./XI Batería Ligera de Alarma Antiaérea, 103./ XI Batería Ligera de Alarma Antiaérea y 10./XI Batería Ligera de Campo Antiaérea, 26./XI Batería Ligera de Campo Antiaérea.
- 1 de agosto de 1944: en Hamburg-Nord como Grupo Antiaéreo Hamburg-Nord, bajo la 3° División Antiaérea, con 267° Regimiento Pesado Antiaéreo (o), Stab, 1° Escuadra, 2° Escuadra/876° Regimiento Ligero Antiaéreo (o), 2° Escuadra/144° Regimeitno Pesado Antiaéreo (E), 3° Escuadra/225° Regimiento Pesado Antiaéreo (o), 1° Escuadra/414° Regimiento Pesado Antiaéreo (o), 5° Escuadra/602° Regimiento Pesado Antiaéreo (o), 1° Escuadra/613° Regimiento Pesado Antiaéreo (o), 6901° Batería Ligera Antiaérea z.b.V., 6938° Batería Ligera Antiaérea z.b.V., XI./16° Batería Ligera de Alarma Antiaérea, XI./20° Batería Ligera de Alarma Antiaérea, XI./24° Batería Ligera de Alarma Antiaérea, XI./40° Batería Ligera de Alarma Antiaérea y XI./10° Batería Ligera de Campo Antiaérea, XI./26° Batería Ligera de Campo Antiaérea.
- 1 de septiembre de 1944: en Hamburg-Nord como Grupo Antiaéreo Hamburg-Nord, bajo la 3° División Antiaérea, con 3° Escuadra/225° Regimiento Pesado Antiaéreo (o), 267° Regimiento Pesado Antiaéreo (o), 1° Escuadra/414° Regimiento Pesado Antiaéreo (o), 5° Escuadra/602° Regimiento Pesado Antiaéreo (o), 1° Escuadra/613° Regimiento Pesado Antiaéreo (o), 4° Escuadra/635° Regimiento Pesado Antiaéreo (o), 4° Escuadra, 5° Escuadra/647° Regimiento Pesado Antiaéreo (o), 2° Escuadra/876° Regimiento Ligero Antiaéreo (o), 6901° Batería Ligera Antiaérea z.b.V., 6938° Batería Ligera Antiaérea z.b.V., XI./10° Batería Ligera de Campo Antiaérea, XI./26° Batería Ligera de Campo Antiaérea, XI./33° Batería Ligera de Campo Antiaérea, XI./43° Batería Ligera de Campo Antiaérea, XI./47° Batería Ligera de Campo Antiaérea y XI./5° Batería Ligera de Alarma Antiaérea, XI./16° Batería Ligera de Alarma Antiaérea, XI./20° Batería Ligera de Alarma Antiaérea, XI./24° Batería Ligera de Alarma Antiaérea, XI./40° Batería Ligera de Alarma Antiaérea.
- 1 de octubre de 1944: en Hamburg-Nord como Grupo Antiaéreo Hamburg-Nord, bajo la 3° División Antiaérea, con la 3° Escuadra/144° Regimiento Pesado Antiaéreo (E); Stab, 3° Escuadra/225° Regimiento Pesado Antiaéreo (o); Stab/267° Regimiento Pesado Antiaéreo (o) con la 2° Escuadra, 4° Escuadra, 5° Escuadra/267° Regimiento Pesado Antiaéreo (o), 1° Escuadra/144° Regimiento Pesado Antiaéreo (E), 1° Escuadra/414° Regimiento Mixto Antiaéreo (o), XI./10° Batería Ligera de Campo Antiaérea, XI./26° Batería Ligera de Campo Antiaérea, XI./34° Batería Ligera de Campo Antiaérea, XI./47° Batería Ligera de Campo Antiaérea, XI./2° Batería Ligera de Alarma Antiaérea, XI./16° Batería Ligera de Alarma Antiaérea, XI./24° Batería Ligera de Alarma Antiaérea, XI./40° Batería Ligera de Alarma Antiaérea, XI./103° Batería Ligera de Alarma Antiaérea; Stab, 5° Escuadra/602° Regimiento Pesado Antiaéreo (o), 1° Escuadra/613° Regimiento Pesado Antiaéreo (o), 4° Escuadra/634° Regimiento Pesado Antiaéreo (o); 4° Escuadra/635° Regimiento Pesado Antiaéreo (o); 4° Escuadra/647° Regimiento Pesado Antiaéreo (o); 6901° Batería Pesada Antiaérea z.b.V., 6938° Batería Pesada Antiaérea z.b.V., 10757° Batería Pesada Antiaérea z.b.V.; XI./43° Batería Ligera de Campo Antiaérea; XI./5° Batería Ligera de Alarma Antiaérea, XI./20° Batería Ligera de Alarma Antiaérea, XI./57° Batería Ligera de Alarma Antiaérea, XI./75° Batería Ligera de Alarma Antiaérea, XI./153° Batería Ligera de Alarma Antiaérea.
- 1 de noviembre de 1944: en Hamburg-Nord como Grupo Antiaéreo Hamburg-Nord, bajo la 3° División Antiaérea, con la 3° Escuadra/144° Regimiento Pesado Antiaéreo (E); Stab, 3° Escuadra/225° Regimiento Pesado Antiaéreo (o); Stab/267° Regimiento Pesado Antiaéreo (o) con la 2° Escuadra, 4° Escuadra, 5° Escuadra/267° Regimiento Pesado Antiaéreo (o), 4° Escuadra/144° Regimiento Pesado Antiaéreo (E), 4° Escuadra/232° Regimiento Pesado Antiaéreo (o), 1° Escuadra/414° Regimiento Pesado Antiaéreo (o), 5° Escuadra/876° Regimiento Ligero Antiaéreo (o), XI./10° Batería Ligera de Campo Antiaérea, XI./26° Batería Ligera de Campo Antiaérea, XI./34° Batería Ligera de Campo Antiaérea, XI./47° Batería Ligera de Campo Antiaérea, XI./2° Batería Ligera de Alarma Antiaérea, XI./16° Batería Ligera de Alarma Antiaérea, XI./24° Batería Ligera de Alarma Antiaérea, XI./40° Batería Ligera de Alarma Antiaérea, XI./103° Batería Ligera de Alarma Antiaérea; 5° Escuadra/602° Regimiento Pesado Antiaéreo (o), 1° Escuadra/613° Regimiento Pesado Antiaéreo (o), 4° Escuadra/634° Regimiento Pesado Antiaéreo (o); 4° Escuadra/635° Regimiento Pesado Antiaéreo (o); 4° Escuadra/647° Regimiento Pesado Antiaéreo (o); 5° Escuadra/755° Regimiento Ligero Antiaéreo (o); 10757° Batería Pesada Antiaérea z.b.V.; XI./43° Batería Ligera de Campo Antiaérea; XI./5° Batería Ligera de Alarma Antiaérea, XI./20° Batería Ligera de Alarma Antiaérea, XI./57° Batería Ligera de Alarma Antiaérea, XI./75° Batería Ligera de Alarma Antiaérea, XI./153° Batería Ligera de Alarma Antiaérea.
- 1 de diciembre de 1944: en Hamburg-Nord como Grupo Antiaéreo Hamburg-Nord, bajo la 3° División Antiaérea, con la 3° Escuadra/144° Regimiento Pesado Antiaéreo (E); Stab, 3° Escuadra/225° Regimiento Pesado Antiaéreo (o); Stab/267° Regimiento Pesado Antiaéreo (o) con la 2° Escuadra, 4° Escuadra, 5° Escuadra/267° Regimiento Pesado Antiaéreo (o), 4° Escuadra/144° Regimiento Pesado Antiaéreo (E), 4° Escuadra/232° Regimiento Pesado Antiaéreo (o), 1° Escuadra/414° Regimiento Mixto Antiaéreo (o), 5° Escuadra/876° Regimiento Ligero Antiaéreo (o), XI./10° Batería Ligera de Campo Antiaérea, XI./26° Batería Ligera de Campo Antiaérea, XI./34° Batería Ligera de Campo Antiaérea, XI./47° Batería Ligera de Campo Antiaérea, XI./2° Batería Ligera de Alarma Antiaérea, XI./16° Batería Ligera de Alarma Antiaérea, XI./24° Batería Ligera de Alarma Antiaérea, XI./40° Batería Ligera de Alarma Antiaérea, XI./103° Batería Ligera de Alarma Antiaérea; 5° Escuadra/602° Regimiento Pesado Antiaéreo (o), 1° Escuadra/613° Regimiento Pesado Antiaéreo (o), 4° Escuadra/634° Regimiento Pesado Antiaéreo (o); 4° Escuadra/635° Regimiento Pesado Antiaéreo (o); 4° Escuadra/647° Regimiento Pesado Antiaéreo (o); 5° Escuadra/755° Regimiento Ligero Antiaéreo (o); XI./43° Batería Ligera de Campo Antiaérea; XI./5° Batería Ligera de Alarma Antiaérea, XI./20° Batería Ligera de Alarma Antiaérea, XI./53° Batería Ligera de Alarma Antiaérea, XI./57° Batería Ligera de Alarma Antiaérea, XI./75° Batería Ligera de Alarma Antiaérea.

*La abreviación que llevan las Baterías Antiaéreas “XI” pertenece al XI Comando Administrativo Aéreo, es decir unidades subordinadas bajo su mando.